# كيفن أومالي
كيفن أومالي (بالإنجليزية: Kevin O'Malley)‏ هو دبلوماسي أمريكي، ولد في 12 مايو 1947 في سانت لويس في الولايات المتحدة.